# Ovidi4
Ovidi4 és un grup català de cançó protesta format per Borja Penalba, Mireia Vives, David Fernàndez i David Caño. En els seus espectacles hi són presents textos musicats dels poetes Vicent Andrés Estellés, Joan Salvat-Papasseit, Pere Quart, Mireia Calafell, Rafeef Ziadah, Maria Mercè Marçal, Maria del Mar Bonet i Atahualpa Yupanqui, entre d'altres.

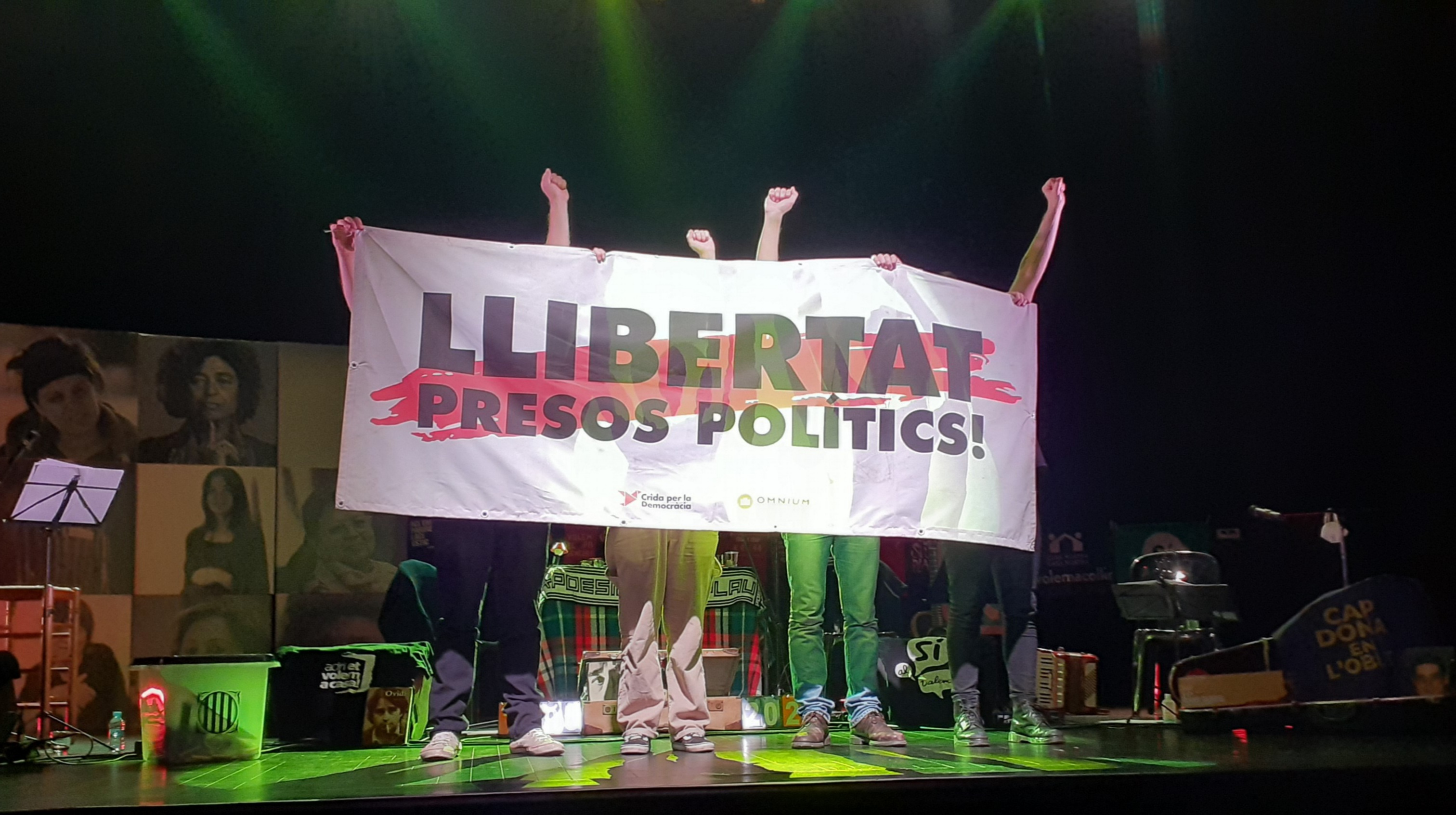
Final del concert d'Ovidi25 al Teatre Municipal de Balaguer (2020)

L'any 2019, versionaren la cançó «Qué bonito es Badalona», que Manolo Escobar va popularitzar l'any 1987, per a la campanya electoral de Dolors Sabater a l'alcaldia de Badalona. L'any 2020, amb motiu dels vint-i-cinc anys del traspàs del cantautor alcoià Ovidi Montllor, presentaren l'espectacle «Ovidi25» amb el propòsit d'homenatjar l'artista que les noves generacions han reivindicat i convertit en un referent polític.
L'abril de 2021, publicaren el llibre-disc L'Ovidi se’n va a la Beckett [Hem d’aprendre a fracassar més i millor] (Sembra Llibres / Propaganda Pel Fet!, 2021), enregistrat a la Sala Beckett de Barcelona un parell d'anys abans al final de la gira que el quartet feia aleshores amb el títol de «Cuidem-nos».